# 王士勷
王士勷，是中國清朝官員，於1716年上任台灣府經歷，據《臺灣縣志》記載，他曾經負責管理鹿耳門媽祖廟的廟務。